# 봉래초등학교 (경남)
봉래초등학교는 대한민국 경상남도 진주시 봉래동에 있는 공립 초등학교이다.

## 학교 연혁
- 1910년 7월 1일 사립봉양학교 개교
- 1919년 5월 10일 진주제2공립보통학교 개칭
- 1938년 4월 1일 진주제2공립심상소학교 개칭[1]
- 1941년 4월 1일 진주제2공립국민학교 개칭[2]
- 1942년 4월 30일 진주봉래공립국민학교 개칭
- 1950년 4월 1일 봉래국민학교로 명칭 변경[3]
- 1996년 3월 1일 봉래초등학교로 개칭[4]
- 2014년 3월 3일 영재학급 신설
- 2016년 3월 1일 제27대 김진태 교장 부임
- 2017년 2월 16일 제97회 졸업 (졸업생 누계 26,958명)
- 2017년 3월 2일 시업식 17학급, 병설유치원 1학급 편성

## 참고 자료
- 봉래초등학교 - 한국교육학술정보원 학교알리미